# Sanforisage
Le sanforisage est un type d'apprêt mécanique utilisé pour pré-rétrécir principalement les tissus en coton mais aussi la plupart des tissus en fibres naturelles ou synthétiques. Breveté par Sanford Lockwood Cluett (1874–1968) en 1930,, il permet de réduire le rétrécissement lié au lavage des vêtements en tissu, et ce avant découpage et production.